# Șanțul central cerebral

Faţa laterală a emisferei cerebrale.

Șanțul central cerebral (Sulcus centralis cerebri), sau scizura centrală, scizura Rolando este o fisură relativ profundă, în formă de dublu S,  care se extinde oblic în sus și înapoi pe fața laterală a fiecărei emisfere cerebrale, între girusul precentral și girusul postcentral, separând lobul frontal de lobul parietal. 
Șanțul central a fost descris de Luigi Rolando în 1829.
Șanțul central se îndreaptă oblic în jos și înainte și acestă oblicitate este cu atât mai mult pronunțată cu cât lobul frontal este mai dezvoltat. Șanțul central începe în sus, pe marginea fisurii longitudinale a creierului, unde el crestează lejer fața internă a emisferei, apoi se îndreaptă în jos și înainte, și se termină pe opercul, la o distanță mai mult sau mai puțin apropiată de șanțul lateral. El are o lungime de 8-10 cm.
Extremitatea sa superioară este separată de extremitatea anterioară a lobului frontal de o distanță medie de 111 milimetri (cu variații de 95-125); extremitatea sa inferioară este separată de numai 71 milimetri (cu variații de 64-82). Extremitatea sa superioară este separată de extremitatea posterioară a lobului occipital de o distanță medie de 49 de milimetri (cu variații de 35-60); această distanță este de 89 milimetri (cu variații de 72-100), pentru extremitatea sa inferioară.
Șanțul central nu este rectiliniu; el descrie, așa cum a remarcat Broca, sinuozități din care două, convexe înainte, sunt constante; ele ocupă partea superioară și partea inferioară a șanțului central,  și sunt numite genunchiul superior și genunchiul inferior, și sunt separate una de alta printr-o curbă concavă înainte - genunchiul mijlociu, mai mult sau mai puțin accentuată, și care corespunde inserției girusului frontal mijlociu pe girusul precentral. Genunchiul superior se află la nivelul șanțului frontal superior. Genunchiul inferior mai puțin constant, se află la nivelul șanțului frontal inferior.
Șanțul central separă lobul frontal de lobul parietal (aria motorie primară, de cea somatosenzitivă); el este mărginită pe tot parcursul său de două girusuri voluminoase și importante, paralele cu șanțul central, urmând sinuozitățile lui, cunoscute sub numele de girusuri rolandice sau circumvoluții rolandice (girusuri ascendente sau girusuri centrale). 
Girusul anterior aparține lobului frontal, și este cunoscut sub numele de girus precentral, (circumvoluție frontală ascendentă, circumvoluție rolandică anterioară sau circumvoluție centrală anterioară); girusul posterior aparține lobului parietal și se numește girusul postcentral  (circumvoluția parietală ascendentă, circumvoluția rolandică posterioară, circumvoluția centrală posterioară).
Extremitatea superioară a șanțului central, situată un pic posterior de mijlocul marginii superioare a emisferei (mijlocul distanței dintre polul frontal și polul occipital), se poate extinde (aproximativ 80% din cazuri) pe fața medială a emisferei sub forma unui șanț mic, înclinat posterior în formă de cârlig, numit croșetul rolandic. Extremitatea superioară este limitată de un pliu de tranziție fronto-parietal superior numit lobulul paracentral care conectează pe fața internă a emisferei extremitățile superioare a celor două circumvoluții rolandice. Unghiul ascuțit pe care șanțul central îl formează cu marginea superioară a emisferei este cunoscut sub numele de unghiul rolandic, și are în  medie 71,7 °.
Extremitatea inferioară a șanțului central, limitată de un pliu de tranziție fronto-parietal inferior, se termină deasupra ramurii posterioare a șanțului lateral, la circa 3 cm posterior de ramura ascendentă sau verticală a șanțului lateral. Pliul de tranziție fronto-parietal inferior numit și operculul rolandic sau operculul frontoparietal (Operculum frontoparietale), este, uneori, situat profund în șanțul lateral. La un examen superficial, șanțul central pare că comunică direct cu șanțul lateral, însă este de ajuns de a ridica operculul, pentru a se asigura de constanța pliului de tranziție fronto-parietal inferior.
Fundul șanțului central este neted numai la făt și la unele persoane retardate; aceasta este de multe ori întrerupt de contraforturi care se întind între peretele (buza) anterior și posterior al șanțului central, de la un girus rolandic la altul, și constituie unul sau mai multe pliuri transversale, veritabile pliuri de tranziție profunde. Unul dintre aceste pliuri de tranziție (numite și girusuri de tranziție) se află deasupra genunchiului superior, el întrerupe șanțul central și leagă pereții șanțului ca o punte fiind numit girus transvers.  Excepțional aceste pliuri transversale devin superficiale.